# جزیره اوکاتنی
جزیره اوکاتنی جزیره‌ای در شمال دریای کاسپین است. این جزیره در انتهای شرقی دهانه رود ولگا واقع شده است.
جزیره اوکاتنی به‌صورت مردابی است. درازای آن ۶.۲ کیلومتر و پهنای آن ۴.۳ کیلومتر است. در این جزیره حفاری فراساحل نیز صورت می‌گیرد.
جزیره اوکاتنی جزیره‌ای مورد مناقشه است. از نظر اداری روسیه این جزیره متعلق به استان آستراخان روسیه است، اما قزاقستان بر این باور بود که این جزیره بخشی از قلمرو تاریخی آن است و آن را در استان آتیراو قرار داد.
سایر جزایر مورد مناقشه نزدیک به اوکاتنی به شرح زیر است:
- ژستکی ۴۵°۵۴′ شمالی ۴۹°۲۴′ شرقی / ۴۵٫۹۰۰°شمالی ۴۹٫۴۰۰°شرقی در حدود ۸ کیلومتری بخش جنوبی اوکاتنی[۶]
- مالی ژمچوژنی یک جزیره شن و ماسه‌ای[۷]

سرانجام این جزیره از آن روسیه شد.